# Bayerische Militärjustiz
Die Bayerische Militärjustiz war die Militärjustiz des Königreiches Bayern. Sie hatte ihre Ursprünge in den Profossen, die die Aufsicht über die Landsknechte hatten. Ab der Gründung der Bayerischen Armee als stehendes Heer 1682 entwickelte sich auch ein eigenes Gerichtswesen für die Soldaten.
Die bayerischen Soldaten unterlagen diesen gesetzlichen Ausnahmebestimmungen bis 1825, als der Bayerische Landtag auf Initiative Joseph Ludwig von Armanspergs Zivilsachen an ordentliche Gerichte übergab. Straftaten wurden jedoch weiterhin vor Militärgerichten verhandelt. Die Verfahren vor den Militärgerichten wurden öffentlich verhandelt.
Die oberste Behörde war das bis zum 28. Januar 1901 bestehende General-Auditoriat, an dessen Spitze ein Präsident stand.
Als allgemeine gesetzliche Grundlage wurden vom Landtag 1869 im Rahmen der Heeresreform das Bayerische Militärstrafgesetzbuch und die Bayerische Militärstrafprozeßordnung geschaffen.
Im Rahmen der Gründung des Deutschen Reiches 1871 wurde, trotz Reservatrechten, das bayerische Militärrecht an das deutsche Militärrecht angeglichen. Die Militärstrafgerichtsordnung für das Deutsche Reich vom 1. Dezember 1898 trat am 1. Oktober 1900 in Kraft. Infolgedessen wurden zu diesem Zeitpunkt die Militär-Bezirksgerichte und Militär-Untergerichte aufgelöst und als einziges Zugeständnis wurde beim Reichsmilitärgericht in Berlin ein eigener (III.) bayerischer Senat geschaffen, dessen Mitglieder vom bayerischen König ernannt wurden.
Dieser Rest der bayerischen Militärgerichtsbarkeit wurde 1919 aufgehoben.

## Präsidenten des General-Auditoriats
| Dienstgrad                             | Name                                     | Datum     |
| -------------------------------------- | ---------------------------------------- | --------- |
| Generalleutnant                        | Joseph Franz von Gaza                    | 1804–1805 |
| Generalleutnant                        | Maximilian Topor von Morawitzky          | 1805–1817 |
| General der Kavallerie                 | Alois von Tauffkirchen                   | 1818–1829 |
| General der Infanterie                 | Karl August von Beckers zu Westerstetten | 1829–1832 |
| Generalleutnant                        | Karl von Diez                            | 1833–1848 |
| General der Infanterie                 | Wilhelm von Ysenburg                     | 1848–1849 |
| Generalleutnant                        | Wilhelm von Baligand                     | 1849–1852 |
| Generalleutnant                        | Johann von Kunst                         | 1852–1859 |
| Generalleutnant                        | Karl Wilhelm von Heideck gen. Heidegger  | 1859–1861 |
| Generalleutnant                        | Hugo von Bosch                           | 1861–1864 |
| Generalleutnant                        | Bernhard von Heß                         | 1864–1867 |
| Generalleutnant                        | Karl von Krazeisen                       | 1867–1874 |
| Generalleutnant                        | Karl Spruner von Merz                    | 1874–1877 |
| Generalleutnant                        | Ludwig von Tattenbach                    | 1877–1882 |
| Generalmajor                           | Hugo von der Tann-Rathsamhausen          | 1882–1883 |
| Generalmajor                           | Viktor von Gramich                       | 1883–1884 |
| General der Kavallerie                 | Alexander von Freyberg                   | 1884–1886 |
| Generalleutnant                        | Benignus von Safferling                  | 1886–1887 |
| Generalleutnant/General der Kavallerie | Gustav von Fleschuez                     | 1887–1892 |
| Generalleutnant                        | Hermann von Thürheim                     | 1892–1895 |
| Generalleutnant                        | Rigas von Euler-Chelpin                  | 1895–1901 |